# Époque des Charles
L'Époque des Charles correspond à la période allant de 1654 à 1718 dans l'histoire de la Suède durant laquelle Charles X Gustave, Charles XI et Charles XII furent successivement rois de Suède.